# Egipt la Jocurile Olimpice de vară din 2016
Egiptul a participat la Jocurile Olimpice de vară din 2016 de la Rio de Janeiro în perioada 5 – 21 august 2016, cu o delegație de 120 de sportivi, care a concurat în 22 de sporturi. Cu trei medalii de bronz, Egiptul s-a aflat pe locul 75 în clasamentul final.

## Participanți
Delegația egipteană a cuprins 120 de sportivi: 83 de bărbați și 37 de femei. Cel mai tânăr atlet din delegație a fost floretistul Mohamed Hamza (16 ani), cel mai bătrân a fost jucătorul de volei Ashraf Abouelhassan (41 de ani).
| Sport            | Masculin | Feminin | Total |
| ---------------- | -------- | ------- | ----- |
| Atletism         | 3        | 1       | 4     |
| Box              | 4        | 0       | 4     |
| Caiac canoe      | 1        | 1       | 2     |
| Canotaj          | 1        | 1       | 2     |
| Ciclism          | 0        | 1       | 1     |
| Echitație        | 1        | 0       | 1     |
| Gimnastică       | 0        | 1       | 1     |
| Haltere          | 6        | 3       | 9     |
| Handbal          | 14       | 0       | 14    |
| Înot sincron     | —        | 9       | 9     |
| Judo             | 5        | 0       | 5     |
| Lupte            | 8        | 2       | 10    |
| Natație          | 5        | 2       | 7     |
| Navigație        | 1        | 0       | 1     |
| Pentatlon modern | 2        | 1       | 3     |
| Sărituri în apă  | 2        | 2       | 4     |
| Scrimă           | 5        | 2       | 7     |
| Tenis de masă    | 2        | 3       | 5     |
| Taekwondo        | 1        | 2       | 3     |
| Tir              | 9        | 3       | 12    |
| Tir cu arcul     | 1        | 1       | 2     |
| Volei            | 12       | 2       | 14    |
| Total            | 83       | 37      | 120   |

## Medaliați
| Medalie | Nume         | Sport     | Probă          | Dată      |
| ------- | ------------ | --------- | -------------- | --------- |
| Bronz   | Mohamed Ihab | Haltere   | 77 kg masculin | 10 august |
| Bronz   | Sara Ahmed   | Haltere   | 69 kg masculin | 10 august |
| Bronz   | Hedaya Malak | Taekwondo | 57 kg feminin  | 18 august |

## Scrimă
Masculin
| Sportiv                                         | Probă              | Primul tur           | Șaisprezecimi            | Optimi                | Sfert de finală                            | Semifinală                                         | Finala mică/Finala mare                     | Finala mică/Finala mare |
| Sportiv                                         | Probă              | Adversar Scor        | Adversar Scor            | Adversar Scor         | Adversar Scor                              | Adversar Scor                                      | Adversar Scor                               | Loc                     |
| ----------------------------------------------- | ------------------ | -------------------- | ------------------------ | --------------------- | ------------------------------------------ | -------------------------------------------------- | ------------------------------------------- | ----------------------- |
| Ayman Fayez                                     | Spadă individual   | PAS                  | R. Limardo (VEN) C 15–5  | Grumier (FRA) P 9–15  | Nu a avansat                               | Nu a avansat                                       | Nu a avansat                                | Nu a avansat            |
| Alaaeldin Abouelkassem                          | Floretă individual | PAS                  | Choupenitch (CZE) C 15–8 | Garozzo (ITA) P 13–15 | Nu a avansat                               | Nu a avansat                                       | Nu a avansat                                | Nu a avansat            |
| Tarek Ayad                                      | Floretă individual | PAS                  | Garozzo (ITA) P 8–15     | Nu a avansat          | Nu a avansat                               | Nu a avansat                                       | Nu a avansat                                | Nu a avansat            |
| Mohamed Essam                                   | Floretă individual | Marques (BRA) C 15–8 | Massialas (USA) P 7–15   | Nu a avansat          | Nu a avansat                               | Nu a avansat                                       | Nu a avansat                                | Nu a avansat            |
| Alaaeldin Abouelkassem Tarek Ayad Mohamed Essam | Floretă pe echipe  | N/A                  | N/A                      | N/A                   | Statele Unite ale Americii (USA) · P 37–45 | Semifinală de 5-8 · Marea Britanie (GBR) · P 43–45 | Finală pt. loc 7 · Brazilia (BRA) · C 45–39 | 7                       |
| Mohamed Amar                                    | Sabie individual   | N/A                  | Gu B-g (KOR) P 9–15      | Nu a avansat          | Nu a avansat                               | Nu a avansat                                       | Nu a avansat                                | Nu a avansat            |

Feminin
| Sportiv       | Probă              | Primul tur            | Șaisprezecimi         | Optimi        | Sfert de finală | Semifinală    | Finala mică/Finala mare | Finala mică/Finala mare |
| Sportiv       | Probă              | Adversar Scor         | Adversar Scor         | Adversar Scor | Adversar Scor   | Adversar Scor | Adversar Scor           | Loc                     |
| ------------- | ------------------ | --------------------- | --------------------- | ------------- | --------------- | ------------- | ----------------------- | ----------------------- |
| Noura Mohamed | Floretă individual | PAS                   | Boubakri (TUN) P 4–15 | Nu a avansat  | Nu a avansat    | Nu a avansat  | Nu a avansat            | Nu a avansat            |
| Nada Hafez    | Sabie individual   | Benítez (VEN) P 11–15 | Nu a avansat          | Nu a avansat  | Nu a avansat    | Nu a avansat  | Nu a avansat            | Nu a avansat            |